# Alex Majewski
Alex Majewski (* 12. August 1959 in Hilden) ist ein deutscher bildender Künstler. Er lebt und arbeitet in Düsseldorf.

## Leben
Nach einer Ausbildung als Fotograf arbeitete Majewski im Werbe- und Modebereich. 1993 begann er als freier Mitarbeiter bei Foto- und Videoprojekten der Kunsthochschule für Medien Köln. In den Jahren von 1988 bis 2003 fotografierte Majewski in Köln und Wien, die Künstlerin: Irene Andessner, die gemeinsamen Fotos wurden in zahlreichen Ausstellungen gezeigt. Die Wiener Künstlergruppe „I AM“ (Wortspiel aus den Anfangsbuchstaben beider Künstler -I.Andessner+A.Majewski- und zugleich Verweis auf das künstlerische Konzept) entstand aus dieser intensiven Zusammenarbeit. Nach der Trennung (2003) folgten Ausstellungen eigener Arbeiten Majewskis in Düsseldorf, Berlin, Köln, Madrid und in den Niederlanden. Dafür entstanden die Werkreihen „Oralart“ und „Sushi“. Später schuf Majewski die Serie „Die Madonnen“.
Mit seiner ehemaligen Ehefrau, der Köchin Susanne Vössing, gab Majewski ein Kochbuch der Sinnlichkeit heraus.

## Ausstellungen
- 1989: Christina, Galerie im Dorffeld, Mönchengladbach (D)
- 1990: César Manrique, Kulturzentrum El Almacén, Arrecife, Lanzarote (E)
- 1993: Die verlassenen Schuhe, Klaus Honnef, Foto + Video, Rheinisches Landesmuseum Bonn (D)
- 1995: Kleider Körper Kunst, Susanne Wiebe, Fotoarbeiten. Galerie Dany Keller, München (D)
- 1996: Al Hansen - An Introspective, Stadtmuseum Köln (D)
Vorbilder, Andessner Fotoarbeiten; Galerie Carol Johnssen, München  (D)
Der wilde Schein, Susanne Wiebe, Fotoarbeiten Marstall-Theater, München (D)
- 1998: Barbara Blomberg Andessner; Foto- und Videoarbeit, Museen der Stadt Regensburg
Cyberface Andessner; Fotoarbeiten (2000) Galerie Giuseppe Casagrande, Rom (I)
- 1999: Frauen zu Salzburg. Andessner; Fotoarbeiten Museum Carolino Augusteum, Salzburg
Im Badehaus, Andessner; Fotoarbeiten Museum der Wahrnehmung, Graz
Kunst und Mode, Messe Köln (D)
- 2000: ungeh@lten, Irma von Troll-Borostyani, Andessner, Fotoarbeiten; Felsenkeller; Salzburg (A)
Irrlichter, Milli Stubel-Orth; Andessner; Fotoarbeiten Galerie 422, Gmunden  (A)
Milch vom ultrablauen Strom, Andessner; Fotoarbeiten Kunsthalle Krems (A)
- 2002: Room 44, Wolf-D. Wolf, Erwin Ross, Andessner;  Galerie Gehrke; Hamburg (D)
- 2003: Oralart, Gänsehaut auf meiner Zunge. Winterausstellung NRW, Kunstpalast Düsseldorf (D)
- 2004: Bocca della verità, Kunstverein Bad Salzdetfurth  (D)
Sushi, Galerie T40, Düsseldorf
und New Art/Art Cologne, Kunstmarkt-Verlag, Köln (D)
und Tischlein deck dich, Ausstellung Wilhelm-Fabry-Museum, Hilden (D)
- 2005: Sushi y Oralart, Galería adhoc. Vigo (E)
und Kunstmesse ARCO Madrid (E)
- 2006: Madonnen, La Donna perfetta, Huntenkunst (NL)
- 2008: Parallèle, le Mois de la Photo à Paris, Centre Culturel Peugeot, (F)